# Brasília de Minas (kommun)
Brasília de Minas är en kommun i Brasilien.   Den ligger i delstaten Minas Gerais, i den sydöstra delen av landet, 400 km öster om huvudstaden Brasília. Antalet invånare är 31 221.
Följande samhällen finns i Brasília de Minas:
- Brasília de Minas

Omgivningarna runt Brasília de Minas är huvudsakligen savann. Runt Brasília de Minas är det mycket glesbefolkat, med 7 invånare per kvadratkilometer.